# Трійну Мерес
Трійну Мерес (нар. 20 січня 1980) — естонська письменниця та редакторка.

## Освіта
Мерес вивчав семіотику в Тартуському університеті і закінчив Талліннський університет охорони здоров'я за спеціальністю медсестра.

## Літературна діяльність
2009 року у видавництві Hermes вийшла друком збірка віршів Мерес «Розкладання», книжку оформила Гелен Ілленд. Збірка отримала кілька позитивних відгуків. Наприклад, у поетичному огляді 2009 року Ганнес Варблане написав про це: «Один із сюрпризів цього року. Перший з неочікувано сильною віршовою культурою».
Його неодноразово порівнювали з однойменною книгою Андруса Касемаа, виданою того ж року. За словами Юргена Русте, обидва автори представляють хвилю неоавсаузіанства в естонській літературі. «У певному сенсі Мерес є протилежністю Касемаа — Касемаа радше ховається від нас своєю грою, а Мерес розкривається, хоча робить це в набагато більш поетичній, поетичній формі», — порівняв Русте. Він також похвалив сильне відчуття форми Мерес («Трійну Мерес варта уваги. Не так багато авторів, які могли б переконувати своїм ритмом і римою, — її вільний, а часом і карбований вірш, який грає римою і звуковими повторами, не соромить читача») і висловив сподівання, що книга не буде єдиною для авторки: «А моє друге занепокоєння — до чого Мерес переходить у вірші? /---/ Не знаю, але цей — наскільки я знаю, дебют — все одно вартий продовження».
Андра Тіде також звернула увагу на використання форми Мерес, яка також підкреслила жіночність твору («З трохи наївним і лукавим початковим віршем („Іноді я думаю, що я хотіла б вийти заміж за чоловіка, / наречений міг би бути таким же гарним, як троянда, що розквітає в червні“) твір дуже стильний на піку, стримано жіночий, емпатично похмурий і пафосно жорстоки») і зрілість («Розклад» — серйозна, але не депресивна книга. Це не заплакана жіноча поезія, а емоційна поетика зрілої спостерігачки погоди. Блюз, в якому не бракує частки іронії, самоіронії, але й нотки критики світу").
У 2011 році Мерес перемогла у конкурсі наукової фантастики, організованому Асоціацією наукової фантастики Естонії та видавництвом Fantasia з оповіданням «Біжи за своєю тінню». Фрагмент оповідання також було опубліковано в Eesti Päevaleh. Її оповідання опубліковано в кількох науково-фантастичних збірках («Вірусний полк» 2012, «З землі тебе взято» 2013, «Довгі тіні» 2015).
З рукописом «Легкий вибір» він посів 2 місце на конкурсі романів Спілки письменників Естонії в 2017 році. Науково-фантастичний роман був опублікований наприкінці того ж року у видавництві Varrak (дизайн Ліїс Кару), а в 2018 році був номінований на щорічну літературну премію культурної столиці, але її не виграв. Коментар голови журі конкурсу романів Яна Кауса: «У творчості Трійну Мерес журі було зачаровано майже необережною сміливістю фантазувати та змусити читача охопити його фантастичний світ без додаткових пояснень».
У 2018 році у видавництві Fantaasia вийшов другий роман «Повернення королів».
У 2019 році у видавництві Varrak вийшла збірка оповідань Трійну Мерес «Хоч ти старайся бути добрим».

## Нагороди
- У 2009 році вона була номінована на премію Бетті Альвер
- У 2011 році перемогла у конкурсі наукової фантастики Естонської асоціації наукової фантастики та видавництва Fantasia
- 2017 2 місце в конкурсі романів EKL («Простий вибір»)
- 2018 номінований на щорічну премію KulKa в номінації «безкоштовний приз» («Простий вибір»)
- 2018 Stalker (роман «Простий вибір»)

## Інші визнання
У 2008 році Асоціація рольових гравців Естонії присудила звання Толкіністки року Центральному Ордену Мерезе за її діяльність в організації фентезійних рольових ігор і популяризації творчості Дж. Р. Р. Толкіна.